# بیمارستان زیر زمینی
بیمارستان زیر زمینی ساختمانی با تجهیزات و امکانات کامل برای حفاظت از بیماران و پرسنل در زمان جنگ و بمباران است . بیشتر این نوع بیمارستان‌ها در دوره جنگ جهانی دوم استفاده می‌شده‌است اما امروزه تعداد کمی از آن‌ها موجود و فعال هستند.
بیمارستان زیر زمینی رامبام بزرگترین بیمارستان زیر زمینی دنیا است.

## در گذشته

### هولگانگنس آنلاج ۸
هولگانگنس آنلاج ۸ (به انگلیسی : Hohlgangsanlage 8) که در زبان آلمانی به معنای کانال تو خالی است .
این بیمارستان توسط ارتش آلمان نازی در زمان جنگ جهانی دوم در خیابان لارنس ، جزیره جرزی در بیش از ۱ کیلومتر تونل ساخته شده‌است.
امروزه از این بیمارستان به عنوان موزه استفاده می‌شود.

### فرودگاه نیروی هوایی سلطنتی لیتل ریسینگتون
مردم محلی بر این باورند که بیمارستانی زیر زمینی در فرودگاه نیروی هوایی سلطنتی لیتل ریسینگتون وجود دارد که توسط نیروی هوایی ایالات متحده آمریکا ساخته شده و در برابر حملات هسته ای نیز مقاومت دارد . اما این موضوع هیچوقت تأیید نشده‌است ، با این حال وجود تونل‌های زیر زمینی فراوان در آن محل تأیید شده‌است و گفتنی است وجود این تونل‌ها برای پنهان سازی ادوات جنگی نیز کاربرد داشته‌است .
این فرودگاه در شهرستان گلاسترشر واقع در جنوب غربی انگلستان است .

### یا زهرا
بیمارستان زیر زمینی یا زهرا دزفول در سال ۱۳۶۵ در مساحت تقریبی ۵ هزار متر توسط قرارگاه خاتم‌الانبیا در عمق ۱۰ متری زیر زمین ساخته شده‌است .
ساختن این مرکز با استفاده از بتن‌های پیش ساخته صورت گرفته‌است و در مقابل حملات هوایی و موشکی مقاوم است .
این مرکز شامل بخش‌های جراحی ، اتاق عمل ، رادیولوژی ، آزمایشگاه ، داروخانه و زنان و زایمان و همچنین محلی برای اسکان همراهان بیماران بوده‌است.
بعد از به پایان رسیدن جنگ ایران و عراق تمام تجهیزات و پرسنل آن به دیگر مراکز درمانی انتقال داده شدند و از سال ۱۳۹۰ به عنوان نمایشگاه از آن استفاده می‌شود. 

## در زمان حال

### اسرائیل
اسرائیل در حال حاضر دو بیمارستان زیر زمینی مجهز دارد . هر دو بیمارستان زیر زمینی اسرائیل در حال حاضر به عنوان پارکینگ زیر زمینی استفاده می‌شوند که میتوانند در مدت زمانی کوتاه به بیمارستانی با امکانات اتاق عمل و اورژانس تبدیل شوند.

#### مرکز پزشکی سواراسکی
مرکز پزشکی سواراسکی  بیمارستان اصلی سرویس دهنده در تل‌آویو است که سومین بیمارستان بزرگ در این کشور است.
این بیمارستان در سال ۲۰۱۱ با ۷۰۰-۱۰۰۰ تخت و مقاوم در برابر حملات موشکی و گلوله باران افتتاح شد .
این مرکز دارای ۱۳ طبقه در بالای زمین و ۴ طبقه در زیر زمین که در برابر حملات شیمیایی و حملات بیولوژیکی مقاوم می‌باشد .ساختن این سازه در سال ۲۰۰۸ آغاز شد .
هزینه ساخت بیمارستان سواراسکی ۱۱۰ میلیون دلار شد که ۴۵ میلیون دلار آن توسط میلیونر اسرائیلی سامی اوفر تأمین شد .

#### بیمارستان رامبام
بیمارستان رامبام واقع در حیفا ، بزرگترین بیمارستان در شمال اسرائیل و پنجمین بیمارستان بزرگ اسرائیل است .
این بیمارستان در سال ۲۰۱۰ تصمیم به ساختن مرکز زیر زمینی می‌گیرد.
این مرکز در ۳-۴ طبقه در زیر زمین ساخته شده‌است و در شرایط جنگی گنجایش ۲۰۰۰ تخت و دارای اتاق عمل و مرکز اورژانس می‌باشد .
ساختمان این مرکز در مقابل حملات موشکی و شیمیایی و حملات بولوژیکی مقاوم است و می‌تواند برق مورد نیاز خود را تأمین کند و برای سه روز آب و اکسیژن و مواد لازم را داراست .
در شرایط غیر جنگی از این مرکز به عنوان پارکینگ با گنجایش ۱۵۰۰ خودرو استفاده می‌شود .
هزینه ساخت آن تقریباً ۷۰۰ میلیون دلار است .
بیمارستان زیر زمینی رامبام بزرگترین بیمارستان زیر زمینی دنیا است.